# Боліньйос де бакаляу
Bolinhos de bacalhau (buˈlĩɲuʒ ðɨ βɐkɐˈʎaw), назва в Північній Португалії та у Бразилії  або pastéis de bacalhau (pɐʃˈtɛjʒ ðɨ βɐkɐˈʎaw), назва у Центральній й у Південній Португалії, особливо у районі Лісабону, і у Португальськомовних африканських країнах  зазвичай виготовляються із суміші картоплі, тріски, яйця, петрушки, луку а іноді і натяк на Мускатний горіх. 
Їх також часто називають «солоні оладки з тріски» або «крокети з солоної тріски» bolinhos або pastéis de bacalhau формуються за допомогою двох смажених ложок, і подаються гарячими або холодними до їжі в якості закуски або як самої страви (зазвичай подається у звичайному вигляді або приправлені рисом, салатом та оливками). Вони повинні бути злегка хрусткими зовні, м'якими і кремовими зсередини. Це називається accras de morue (тріска Акрас) на Французьких Антильських островах.

## Див. Також
- Бакаляу-а-Браш